# Manuel Crisoloras
Manuel Crisoloras, en griego original Χρυσολωρᾶς (Constantinopla, siglo XIV-Constanza,15 de septiembre de 1415), pedagogo, humanista y erudito bizantino del Renacimiento.
Discípulo de Demetrio Cidonio, fue embajador de Manuel II Paleólogo en Roma, Venecia, Inglaterra y París. Estableció escuelas de cultura griega en Constantinopla y Florencia y enseñó en Milán y Pavía. Convertido al catolicismo y nombrado cardenal, participó en el concilio de Constanza y allí murió en 1415.
Tradujo al latín la República de Platón. El canciller de Florencia Coluccio Salutati le ofreció en 1397 financiar una cátedra de griego para él en Florencia y allí pasó tres años, hasta 1400, enseñando el griego, escribiendo una gramática y difundiendo, con unas dotes pedagógicas felicísimas, el entusiasmo por la cultura griega. Se cuenta que había traído con él algunos tratados de San Basilio; los mismos que, una vez traducidos al latín, habrían de servir para justificar un estudio de la literatura pagana hasta entonces muy mal vista. Sus grandes dotes pedagógicas facilitaron la difusión del griego por Italia y Europa. De hecho, uno de sus discípulos, Leonardo Bruni, fue el primero en hacer traducciones a gran escala del griego al latín (de sus versiones de Aristóteles quedan cientos de copias esparcidas por toda Europa), y los mismos hicieron otros discípulos suyos como Ambrosio Traversari o Traversario, quien, además, recomendó a Cosme de Médici la adquisición de más de 200 manuscritos griegos procedentes de Bizancio. Crisoloras publicó de nuevo los Erotemata traducidos al latín. Gracias a ellos se llevó a efecto una verdadera revolución pedagógica y aumentó el interés por el arte, la literatura o la mitología clásicas.